# AFC Challenge Cup 2006
De AFC Challenge Cup 2006 was een voetbaltoernooi dat werd georganiseerd in Bangladesh van 1 tot en met 16 april 2006. De AFC verdeelde de landen in 3 niveaugroepen. Het toernooi is bedoeld voor de groep laagst geklasseerde landen. Het Tadzjieks voetbalelftal won de finale met 1–0 van de Filipijnen en veroverde zijn eerste AFC Challenge Cup.

## Deelnemende landen
Er werd geen kwalificatie gespeeld. De laagst geklasseerde landen werden uitgenodigd.  Laos en  Oost-Timor haakten af. Die plekken werden vervangen door  Bangladesh en  India. India stuurde het elftal onder 20.
| Land           | Gekwalificeerd als | Vorige deelnames in toernooi12 |
| -------------- | ------------------ | ------------------------------ |
| Bangladesh     | Gastland           | debuut                         |
| Afghanistan    | Automatisch        | debuut                         |
| Bhutan         | Automatisch        | debuut                         |
| Brunei         | Automatisch        | debuut                         |
| Cambodja       | Automatisch        | debuut                         |
| Chinees Taipei | Automatisch        | debuut                         |
| Guam           | Automatisch        | debuut                         |
| Kirgizië       | Automatisch        | debuut                         |
| Macau          | Automatisch        | debuut                         |
| Nepal          | Automatisch        | debuut                         |
| Pakistan       | Automatisch        | debuut                         |
| Palestina      | Automatisch        | debuut                         |
| Filipijnen     | Automatisch        | debuut                         |
| Sri Lanka      | Automatisch        | debuut                         |
| Tadzjikistan   | Automatisch        | debuut                         |
| India -20      | Uitnodiging        | debuut                         |

## Speelsteden
De AFC besloot dat Bangladesh de openingsceremonie zou krijgen en dat finale in Nepal gespeeld zou worden. Verder zouden de wedstrijden van groep A en B in Nepal zijn en de wedstrijden van groep C en D weer in Bangladesh. Vanwege de politieke situatie in Nepal zag de AFC af van de wedstrijden in dat land en het toernooi ging volledig naar Bangladesh.
| Chittagong                                     | · Chittagong Dhaka Speellocaties |
| M. A. Aziz Stadium Capaciteit 30.000           | · Chittagong Dhaka Speellocaties |
| Dhaka                                          | · Chittagong Dhaka Speellocaties |
| Bangabandhu National Stadium Capaciteit 36.000 | · Chittagong Dhaka Speellocaties |
|                                                | · Chittagong Dhaka Speellocaties |

## Groepsfase

### Groep A
| Land           | Wed | Win | Gel | Ver | DV | DT | +/− | Pnt |
| -------------- | --- | --- | --- | --- | -- | -- | --- | --- |
| India -20      | 3   | 1   | 2   | 0   | 3  | 1  | 2   | 5   |
| Chinees Taipei | 3   | 1   | 2   | 0   | 3  | 2  | 1   | 5   |
| Filipijnen     | 3   | 0   | 2   | 1   | 2  | 3  | –1  | 2   |
| Afghanistan    | 3   | 0   | 2   | 1   | 3  | 5  | –2  | 2   |

|                            |                |                             |             |                                                                                     |
| 1 april 2006 15:30 (UTC+6) | India -20      | 2 – 0                       | Afghanistan | MA Aziz Stadium, Chittagong Toeschouwers: 2.500 Scheidsrechter: Mahmood Al-Ghatrifi |
| 1 april 2006 15:30 (UTC+6) | Vimal 35', 60' | Wedstrijdverslag[dode link] |             | MA Aziz Stadium, Chittagong Toeschouwers: 2.500 Scheidsrechter: Mahmood Al-Ghatrifi |

|                                               |                    |                             |            |                                                                              |
| 1 april 2006 «onderlinge duels» 18:00 (UTC+6) | Chinees Taipei     | 1 – 0                       | Filipijnen | MA Aziz Stadium, Chittagong Toeschouwers: 4.000 Scheidsrechter: Lee Gi-Young |
| 1 april 2006 «onderlinge duels» 18:00 (UTC+6) | Chuang Wei-lun 20' | Wedstrijdverslag[dode link] |            | MA Aziz Stadium, Chittagong Toeschouwers: 4.000 Scheidsrechter: Lee Gi-Young |

|                            |              |                             |           |                                                                               |
| 3 april 2006 15:30 (UTC+6) | Filipijnen   | 1 – 1                       | India -20 | MA Aziz Stadium, Chittagong Toeschouwers: 2.000 Scheidsrechter: Salem Mujghef |
| 3 april 2006 15:30 (UTC+6) | Valeroso 19' | Wedstrijdverslag[dode link] | Vimal 8'  | MA Aziz Stadium, Chittagong Toeschouwers: 2.000 Scheidsrechter: Salem Mujghef |

|                                               |                 |                             |                                        |                                                                              |
| 3 april 2006 «onderlinge duels» 18:00 (UTC+6) | Afghanistan     | 2 – 2                       | Chinees Taipei                         | MA Aziz Stadium, Chittagong Toeschouwers: 2.500 Scheidsrechter: Lee Gi-Young |
| 3 april 2006 «onderlinge duels» 18:00 (UTC+6) | Qadami 20', 23' | Wedstrijdverslag[dode link] | Chuang Wei-lun 48' Liang Chien-wei 73' | MA Aziz Stadium, Chittagong Toeschouwers: 2.500 Scheidsrechter: Lee Gi-Young |

|                            |                             |       |                |                                                                                  |
| 5 april 2006 15:30 (UTC+6) | India -20                   | 0 – 0 | Chinees Taipei | MA Aziz Stadium, Chittagong Toeschouwers: 2.000 Scheidsrechter: Ram Krishna Gosh |
| 5 april 2006 15:30 (UTC+6) | Wedstrijdverslag[dode link] |       |                | MA Aziz Stadium, Chittagong Toeschouwers: 2.000 Scheidsrechter: Ram Krishna Gosh |

|                                               |              |                             |             |                                                                               |
| 5 april 2006 «onderlinge duels» 18:00 (UTC+6) | Filipijnen   | 1 – 1                       | Afghanistan | MA Aziz Stadium, Chittagong Toeschouwers: 3.000 Scheidsrechter: Salem Mujghef |
| 5 april 2006 «onderlinge duels» 18:00 (UTC+6) | Valeroso 59' | Wedstrijdverslag[dode link] | Maqsood 28' | MA Aziz Stadium, Chittagong Toeschouwers: 3.000 Scheidsrechter: Salem Mujghef |

### Groep B
| Land      | Wed | Win | Gel | Ver | DV | DT | +/− | Pnt |
| --------- | --- | --- | --- | --- | -- | -- | --- | --- |
| Sri Lanka | 3   | 2   | 1   | 0   | 3  | 1  | 2   | 7   |
| Nepal     | 3   | 1   | 1   | 1   | 4  | 3  | 1   | 4   |
| Brunei    | 3   | 1   | 1   | 1   | 2  | 2  | 0   | 4   |
| Bhutan    | 3   | 0   | 1   | 2   | 0  | 3  | –3  | 0   |

|                                               |           |                             |        |                                                                               |
| 2 april 2006 «onderlinge duels» 15:30 (UTC+6) | Sri Lanka | 1 – 0                       | Brunei | MA Aziz Stadium, Chittagong Toeschouwers: 2.000 Scheidsrechter: Rustam Saidov |
| 2 april 2006 «onderlinge duels» 15:30 (UTC+6) | Kasun 74' | Wedstrijdverslag[dode link] |        | MA Aziz Stadium, Chittagong Toeschouwers: 2.000 Scheidsrechter: Rustam Saidov |

|                                               |                  |                             |        |                                                                                  |
| 2 april 2006 «onderlinge duels» 18:00 (UTC+6) | Nepal            | 2 – 0                       | Bhutan | MA Aziz Stadium, Chittagong Toeschouwers: 3.500 Scheidsrechter: Ram Krishna Gosh |
| 2 april 2006 «onderlinge duels» 18:00 (UTC+6) | Pradeep 52', 68' | Wedstrijdverslag[dode link] |        | MA Aziz Stadium, Chittagong Toeschouwers: 3.500 Scheidsrechter: Ram Krishna Gosh |

|                                               |        |                             |           |                                                                           |
| 4 april 2006 «onderlinge duels» 15:30 (UTC+6) | Bhutan | 0 – 1                       | Sri Lanka | MA Aziz Stadium, Chittagong Toeschouwers: 0 Scheidsrechter: Rustam Saidov |
| 4 april 2006 «onderlinge duels» 15:30 (UTC+6) |        | Wedstrijdverslag[dode link] | Karu 45'  | MA Aziz Stadium, Chittagong Toeschouwers: 0 Scheidsrechter: Rustam Saidov |

|                                               |                      |                             |           |                                                                                     |
| 4 april 2006 «onderlinge duels» 18:00 (UTC+6) | Brunei               | 2 – 1                       | Nepal     | MA Aziz Stadium, Chittagong Toeschouwers: 2.500 Scheidsrechter: Mahmood Al-Ghatrifi |
| 4 april 2006 «onderlinge duels» 18:00 (UTC+6) | Adie 11' Riwandi 42' | Wedstrijdverslag[dode link] | Tashi 60' | MA Aziz Stadium, Chittagong Toeschouwers: 2.500 Scheidsrechter: Mahmood Al-Ghatrifi |

|                                               |              |                             |                    |                                                                              |
| 6 april 2006 «onderlinge duels» 15:30 (UTC+6) | Sri Lanka    | 1 – 1                       | Nepal              | MA Aziz Stadium, Chittagong Toeschouwers: 2.500 Scheidsrechter: Lee Gi-Young |
| 6 april 2006 «onderlinge duels» 15:30 (UTC+6) | Izzadeen 19' | Wedstrijdverslag[dode link] | Pradeep 75' (pen.) | MA Aziz Stadium, Chittagong Toeschouwers: 2.500 Scheidsrechter: Lee Gi-Young |

|                                               |                             |       |        |                                                                                     |
| 6 april 2006 «onderlinge duels» 18:00 (UTC+6) | Bhutan                      | 0 – 0 | Brunei | MA Aziz Stadium, Chittagong Toeschouwers: 2.000 Scheidsrechter: Mahmood Al-Ghatrifi |
| 6 april 2006 «onderlinge duels» 18:00 (UTC+6) | Wedstrijdverslag[dode link] |       |        | MA Aziz Stadium, Chittagong Toeschouwers: 2.000 Scheidsrechter: Mahmood Al-Ghatrifi |

### Groep C
| Land       | Wed | Win | Gel | Ver | DV | DT | +/− | Pnt |
| ---------- | --- | --- | --- | --- | -- | -- | --- | --- |
| Palestina  | 3   | 2   | 1   | 0   | 16 | 1  | 15  | 7   |
| Bangladesh | 3   | 2   | 1   | 0   | 6  | 2  | 4   | 7   |
| Cambodja   | 3   | 1   | 0   | 2   | 4  | 6  | –2  | 3   |
| Guam       | 3   | 0   | 0   | 3   | 0  | 17 | –17 | 0   |

|                                               |                                                                                          |                             |      |                                                                          |
| 1 april 2006 «onderlinge duels» 15:30 (UTC+6) | Palestina                                                                                | 11 – 0                      | Guam | Bangabandhu Stadium, Dhaka Toeschouwers: 3.000 Scheidsrechter: Ala Abdul |
| 1 april 2006 «onderlinge duels» 15:30 (UTC+6) | Keshkesh 6' Attal 14', 20', 25', 32', 45+1', 86' Atura 22' Al Amour 39' Al-Kord 59', 67' | Wedstrijdverslag[dode link] |      | Bangabandhu Stadium, Dhaka Toeschouwers: 3.000 Scheidsrechter: Ala Abdul |

|                                               |                     |                             |              |                                                                         |
| 1 april 2006 «onderlinge duels» 18:00 (UTC+6) | Bangladesh          | 2 – 1                       | Cambodja     | Bangabandhu Stadium, Dhaka Toeschouwers: 35.000 Scheidsrechter: Tan Hai |
| 1 april 2006 «onderlinge duels» 18:00 (UTC+6) | Alfaz 31' Ameli 64' | Wedstrijdverslag[dode link] | C. Rithy 68' | Bangabandhu Stadium, Dhaka Toeschouwers: 35.000 Scheidsrechter: Tan Hai |

|                                               |          |                             |                                            |                                                                          |
| 3 april 2006 «onderlinge duels» 15:30 (UTC+6) | Cambodja | 0 – 4                       | Palestina                                  | Bangabandhu Stadium, Dhaka Toeschouwers: 2.500 Scheidsrechter: Ala Abdul |
| 3 april 2006 «onderlinge duels» 15:30 (UTC+6) |          | Wedstrijdverslag[dode link] | Keshkesh 10' Al-Sweirki 12', 75' Attal 30' | Bangabandhu Stadium, Dhaka Toeschouwers: 2.500 Scheidsrechter: Ala Abdul |

|                                               |      |                             |                         |                                                                         |
| 3 april 2006 «onderlinge duels» 18:00 (UTC+6) | Guam | 0 – 3                       | Bangladesh              | Bangabandhu Stadium, Dhaka Toeschouwers: 18.000 Scheidsrechter: Win Cho |
| 3 april 2006 «onderlinge duels» 18:00 (UTC+6) |      | Wedstrijdverslag[dode link] | Ameli 49' Abul 83', 85' | Bangabandhu Stadium, Dhaka Toeschouwers: 18.000 Scheidsrechter: Win Cho |

|                                               |           |                             |            |                                                                                 |
| 5 april 2006 «onderlinge duels» 15:30 (UTC+6) | Palestina | 1 – 1                       | Bangladesh | Bangabandhu Stadium, Dhaka Toeschouwers: 22.000 Scheidsrechter: Hedayat Mombini |
| 5 april 2006 «onderlinge duels» 15:30 (UTC+6) | Attal 30' | Wedstrijdverslag[dode link] | Tapu 55'   | Bangabandhu Stadium, Dhaka Toeschouwers: 22.000 Scheidsrechter: Hedayat Mombini |

|                                               |                                            |                             |      |                                                                          |
| 6 april 2006 «onderlinge duels» 14:00 (UTC+6) | Cambodja                                   | 3 – 0                       | Guam | Bangladesh Army Stadium, Dhaka Toeschouwers: 500 Scheidsrechter: Win Cho |
| 6 april 2006 «onderlinge duels» 14:00 (UTC+6) | S. Buntheang 37' Kosal 40' K. Kumpheak 63' | Wedstrijdverslag[dode link] |      | Bangladesh Army Stadium, Dhaka Toeschouwers: 500 Scheidsrechter: Win Cho |

### Groep D
| Land         | Wed | Win | Gel | Ver | DV | DT | +/− | Pnt |
| ------------ | --- | --- | --- | --- | -- | -- | --- | --- |
| Tadzjikistan | 3   | 2   | 0   | 1   | 6  | 1  | 5   | 6   |
| Kirgizië     | 3   | 2   | 0   | 1   | 3  | 1  | 2   | 6   |
| Pakistan     | 3   | 1   | 1   | 1   | 3  | 4  | –1  | 4   |
| Macau        | 3   | 0   | 1   | 2   | 2  | 8  | –6  | 1   |

|                                               |                                                |                             |       |                                                                                |
| 2 april 2006 «onderlinge duels» 15:30 (UTC+6) | Tadzjikistan                                   | 4 – 0                       | Macau | Bangabandhu Stadium, Dhaka Toeschouwers: 2.000 Scheidsrechter: Hedayat Mombini |
| 2 april 2006 «onderlinge duels» 15:30 (UTC+6) | Mahmudov 9' Rabiev 13' Rabimov 56' Khojaev 77' | Wedstrijdverslag[dode link] |       | Bangabandhu Stadium, Dhaka Toeschouwers: 2.000 Scheidsrechter: Hedayat Mombini |

|                                               |          |                             |          |                                                                                   |
| 2 april 2006 «onderlinge duels» 18:00 (UTC+6) | Kirgizië | 0 – 1                       | Pakistan | Bangabandhu Stadium, Dhaka Toeschouwers: 2.500 Scheidsrechter: Tayeb Shamsuzzaman |
| 2 april 2006 «onderlinge duels» 18:00 (UTC+6) |          | Wedstrijdverslag[dode link] | Essa 59' | Bangabandhu Stadium, Dhaka Toeschouwers: 2.500 Scheidsrechter: Tayeb Shamsuzzaman |

|                                               |          |                             |                          |                                                                        |
| 4 april 2006 «onderlinge duels» 15:30 (UTC+6) | Pakistan | 0 – 2                       | Tadzjikistan             | Bangabandhu Stadium, Dhaka Toeschouwers: 5.000 Scheidsrechter: Tan Hai |
| 4 april 2006 «onderlinge duels» 15:30 (UTC+6) |          | Wedstrijdverslag[dode link] | Hakimov 14' Irgashev 20' | Bangabandhu Stadium, Dhaka Toeschouwers: 5.000 Scheidsrechter: Tan Hai |

|                                               |              |                             |             |                                                                          |
| 6 april 2006 «onderlinge duels» 14:00 (UTC+6) | Tadzjikistan | 0 – 1                       | Kirgizië    | Bangabandhu Stadium, Dhaka Toeschouwers: 2.000 Scheidsrechter: Ala Abdul |
| 6 april 2006 «onderlinge duels» 14:00 (UTC+6) |              | Wedstrijdverslag[dode link] | Krasnov 22' | Bangabandhu Stadium, Dhaka Toeschouwers: 2.000 Scheidsrechter: Ala Abdul |

|                                               |                    |                             |                        |                                                                                   |
| 6 april 2006 «onderlinge duels» 16:00 (UTC+6) | Pakistan           | 2 – 2                       | Macau                  | Bangabandhu Stadium, Dhaka Toeschouwers: 1.000 Scheidsrechter: Tayeb Shamsuzzaman |
| 6 april 2006 «onderlinge duels» 16:00 (UTC+6) | Adeel 12' Essa 43' | Wedstrijdverslag[dode link] | Chan Kin Seng 16', 52' | Bangabandhu Stadium, Dhaka Toeschouwers: 1.000 Scheidsrechter: Tayeb Shamsuzzaman |

|                                               |       |                             |                             |                                                                        |
| 7 april 2006 «onderlinge duels» 14:00 (UTC+6) | Macau | 0 – 2                       | Kirgizië                    | Bangabandhu Stadium, Dhaka Toeschouwers: 1.000 Scheidsrechter: Tan Hai |
| 7 april 2006 «onderlinge duels» 14:00 (UTC+6) |       | Wedstrijdverslag[dode link] | Ablakimov 35' Ishenbaev 58' | Bangabandhu Stadium, Dhaka Toeschouwers: 1.000 Scheidsrechter: Tan Hai |

## Knock-outfase
|  | kwartfinale          | kwartfinale      |                       |       | halve finale | halve finale |  |  | finale | finale |
|  |                      |                  |                       |       |              |              |  |  |        |        |
|  |                      |                  |                       |       |              |              |  |  |        |        |
|  | 8 april – Chittagong |                  |                       |       |              |              |  |  |        |        |
|  |                      |                  |                       |       |              |              |  |  |        |        |
|  | Chinees Taipei       | 0                |                       |       |              |              |  |  |        |        |
|  | Chinees Taipei       | 0                | 12 april – Chittagong |       |              |              |  |  |        |        |
|  | Sri Lanka            | 3                |                       |       |              |              |  |  |        |        |
|  | Sri Lanka            | 3                | Sri Lanka             | 1 (5) |              |              |  |  |        |        |
|  | 9 april – Chittagong |                  | Sri Lanka             | 1 (5) |              |              |  |  |        |        |
|  |                      | Nepal            | 1 (3)                 |       |              |              |  |  |        |        |
|  | India -20            | Nepal            | 1 (3)                 | 0     |              |              |  |  |        |        |
|  | India -20            |                  | 16 april – Dhaka      | 0     |              |              |  |  |        |        |
|  | Nepal                | 3                |                       |       |              |              |  |  |        |        |
|  | Nepal                | 3                | Sri Lanka             | 0     |              |              |  |  |        |        |
|  | 9 april – Dhaka      |                  | Sri Lanka             | 0     |              |              |  |  |        |        |
|  |                      | Tadzjikistan     | 4                     |       |              |              |  |  |        |        |
|  | Palestina            | Tadzjikistan     | 4                     | 0     |              |              |  |  |        |        |
|  | Palestina            | 13 april – Dhaka |                       | 0     |              |              |  |  |        |        |
|  | Kirgizië             | 1                |                       |       |              |              |  |  |        |        |
|  | Kirgizië             | 1                | Kirgizië              | 0     |              |              |  |  |        |        |
|  | 10 april – Dhaka     |                  | Kirgizië              | 0     |              |              |  |  |        |        |
|  |                      | Tadzjikistan     | 2                     |       |              |              |  |  |        |        |
|  | Bangladesh           | Tadzjikistan     | 2                     | 1     |              |              |  |  |        |        |
|  | Bangladesh           |                  |                       | 1     |              |              |  |  |        |        |
|  | Tadzjikistan         | 6                |                       |       |              |              |  |  |        |        |
|  | Tadzjikistan         | 6                |                       |       |              |              |  |  |        |        |

### Kwartfinale
|                                               |                                        |                             |                |                                                                                     |
| 8 april 2006 «onderlinge duels» 15:30 (UTC+6) | Sri Lanka                              | 3 – 0                       | Chinees Taipei | MA Aziz Stadium, Chittagong Toeschouwers: 2.500 Scheidsrechter: Mahmood Al-Ghatrifi |
| 8 april 2006 «onderlinge duels» 15:30 (UTC+6) | Izzadeen 44' Sanjaya 70' Ratnayaka 90' | Wedstrijdverslag[dode link] |                | MA Aziz Stadium, Chittagong Toeschouwers: 2.500 Scheidsrechter: Mahmood Al-Ghatrifi |

|                            |           |                             |                              |                                                                                  |
| 9 april 2006 15:30 (UTC+6) | India -20 | 0 – 3                       | Nepal                        | MA Aziz Stadium, Chittagong Toeschouwers: 3.000 Scheidsrechter: Ram Krishna Gosh |
| 9 april 2006 15:30 (UTC+6) |           | Wedstrijdverslag[dode link] | Pradeep 16', 26' Basanta 28' | MA Aziz Stadium, Chittagong Toeschouwers: 3.000 Scheidsrechter: Ram Krishna Gosh |

|                                               |           |                             |                  |                                                                      |
| 9 april 2006 «onderlinge duels» 15:30 (UTC+6) | Palestina | 0 – 1                       | Kirgizië         | Bangabandhu Stadium, Dhaka Toeschouwers: 150 Scheidsrechter: Win Cho |
| 9 april 2006 «onderlinge duels» 15:30 (UTC+6) |           | Wedstrijdverslag[dode link] | Djamshidov 90+1' | Bangabandhu Stadium, Dhaka Toeschouwers: 150 Scheidsrechter: Win Cho |

|                                                |                                                                           |                             |            |                                                                           |
| 10 april 2006 «onderlinge duels» 15:30 (UTC+6) | Tadzjikistan                                                              | 6 – 1                       | Bangladesh | Bangabandhu Stadium, Dhaka Toeschouwers: 15.000 Scheidsrechter: Ala Abdul |
| 10 april 2006 «onderlinge duels» 15:30 (UTC+6) | Rabimov 2' Mahmudov 20' Mukhidinov 31' Hakimov 51' Rabiev 65' Nematov 81' | Wedstrijdverslag[dode link] | Alfaz 17'  | Bangabandhu Stadium, Dhaka Toeschouwers: 15.000 Scheidsrechter: Ala Abdul |

### Halve finale
|                                                |                                           |                             |                           |                                                                              |
| 12 april 2006 «onderlinge duels» 15:30 (UTC+6) | Sri Lanka                                 | 1 – 1                       | Nepal                     | MA Aziz Stadium, Chittagong Toeschouwers: 2.500 Scheidsrechter: Lee Gi-Young |
| 12 april 2006 «onderlinge duels» 15:30 (UTC+6) | Kasun 65'                                 | Wedstrijdverslag[dode link] | Basanta 82'               | MA Aziz Stadium, Chittagong Toeschouwers: 2.500 Scheidsrechter: Lee Gi-Young |
| 12 april 2006 «onderlinge duels» 15:30 (UTC+6) | Strafschoppen                             |                             |                           | MA Aziz Stadium, Chittagong Toeschouwers: 2.500 Scheidsrechter: Lee Gi-Young |
| 12 april 2006 «onderlinge duels» 15:30 (UTC+6) | Fuard Chathura Gunaratne Channa Ratnayaka | 5 – 3                       | Anjan Tashi Nabin Pradeep | MA Aziz Stadium, Chittagong Toeschouwers: 2.500 Scheidsrechter: Lee Gi-Young |

|                                                |          |                             |                   |                                                                        |
| 13 april 2006 «onderlinge duels» 15:30 (UTC+6) | Kirgizië | 0 – 2                       | Tadzjikistan      | Bangabandhu Stadium, Dhaka Toeschouwers: 2.000 Scheidsrechter: Tan Hai |
| 13 april 2006 «onderlinge duels» 15:30 (UTC+6) |          | Wedstrijdverslag[dode link] | Rabiev 51', 90+2' | Bangabandhu Stadium, Dhaka Toeschouwers: 2.000 Scheidsrechter: Tan Hai |

### Finale
|                                                |           |                             |                                      |                                                                                |
| 16 april 2006 «onderlinge duels» 15:30 (UTC+6) | Sri Lanka | 0 – 4                       | Tadzjikistan                         | Bangabandhu Stadium, Dhaka Toeschouwers: 2.000 Scheidsrechter: Hedayat Mombini |
| 16 april 2006 «onderlinge duels» 15:30 (UTC+6) |           | Wedstrijdverslag[dode link] | Mukhidinov 1', 61', 71' Mahmudov 45' | Bangabandhu Stadium, Dhaka Toeschouwers: 2.000 Scheidsrechter: Hedayat Mombini |

| AFC Challenge Cup 2006 Winnaar |
| ------------------------------ |
|                                |
| TADZJIKISTAN 1ste              |

## Prijzen
| Fair Play Prijs | Fair Play Prijs | Fair Play Prijs | Gouden schoen            | Gouden schoen            | Gouden schoen            | Meest waardevolle speler        | Meest waardevolle speler        | Meest waardevolle speler        |
| --------------- | --------------- | --------------- | ------------------------ | ------------------------ | ------------------------ | ------------------------------- | ------------------------------- | ------------------------------- |
| Sri Lanka       | Sri Lanka       | Sri Lanka       | Fahed Attal ( Palestina) | Fahed Attal ( Palestina) | Fahed Attal ( Palestina) | Ibrahim Rabimov ( Tadzjikistan) | Ibrahim Rabimov ( Tadzjikistan) | Ibrahim Rabimov ( Tadzjikistan) |

## Doelpuntenmakers
8 doelpunten
- Fahed Attal

5 doelpunten
- Pradeep Maharjan

4 doelpunten
- Dzhomikhon Mukhidinov
- Yusuf Rabiev

3 doelpunten
- Vimal Pariyar
- Khurshed Makhmudov

2 doelpunten
- Hafizullah Qadami
- Alfaz Ahmad
- Mohamed Hossain Ameli
- Abul Hossain
- Chuang Wei-lun
- Chan Kin Seng

- Basanta Thapa
- Muhammad Essa
- Ziyad Al-Kord
- Ibrahim Al-Sweirki
- Ahmed Keshkesh

- Alvin Valeroso
- Kasun Jayasuriya
- Mohamed Izzadeen
- Numonjon Hakimov
- Ibrahim Rabimov

1 doelpunt
- Sayed Maqsood
- Mahadi Tapu
- Adie Arsham Salleh
- Riwandi Wahit
- Sok Buntheang
- Keo Kosal
- Chan Rithy
- Kouch Sokumpheak

- Liang Chien-wei
- Roman Ablakimov
- Ruslan Djamshidov
- Azamat Ishenbaev
- Andrey Krasnov
- Tashi Tsering
- Adeel Ahmed
- Ismail Al-Amour

- Francisco Atura
- Sanjaya Pradeep Arachchige
- Chandradasa Karunaratne
- Jeewantha Dhammika Ratnayaka
- Odil Irgashev
- Rustam Khojaev
- Shujoat Nematov

Toernooi: 2006 · 2008 · 2010 · 2012 · 2014

Kwalificatie: 2008 · 2010 · 2012 · 2014